# Kulistenen
Kulistenen (på norsk Kulisteinen) katalogiseret som N 449 i Samnordisk runetekstdatabase, er en er en runesten med en kristen runeinskription fra øen Kuli i Smøla kommune i Nordmøre, Møre og Romsdal fylke. Stenen har det ældste skriftlige belæg for navnet "Norge" i Norge, og den kaldes derfor "Norges dåbsattest".
Kulistenen er en del af Norges dokumentarv.
En episode af radioprogrammet Museum - et program om norsk historie sendt på NRK i foråret 2019 omhandlede Kulistenen.

## Fundsted
Øen Kuli ligger mellem Smøla og Edøyen på østsiden af skipsleia langs norskekysten, hvor den deler sig ind mod trondheimsleia til Trondheim.

## Stenen
Hoveddimensionene på stenen er ca. 2 meter høj og rektangulær sten på 13 x 23 cm. Stenmaterialet er gneis. Der er indridset to linjer på stenen. Den øverste, A, er 112 cm lang og den nederste, B, er 111 cm lang.

## Indskrift
Her står også en kopi af Kulistenen, også kaldt "Norges dåbsattest". Den var kendt som runesten fra 1810. I 1956 tolkede runolog Aslak Liestøl indskriften sådan:
Þórir ok Hallvarðr reistu stein þinsi ept (Ulfljót) …
Tolf vetr hafði kristendómr verit i Nóregi …
Oversat
Tore og Halvard rejste denne sten efter Ulvljot
Tolv vintre havde kristendommen været i Norge
I 1990'erne blev den undersøgt med laserscanner, og tydningen verit (= været) blev ændret til um rétt (= sørge for lov og ret). Navnet Ulvljot blev droppet, da det var meget utydeligt skrevet.
Þórir ok Hallvarðr reistu stein þansi ept*****
Twelf vintr hafði kristendómr um rétt i Nóregi
Oversat:
Tore og Halvard rejste denne sten efter *****
Tolv vintre havde kristendommen sørget for lov og ret i Norge.
Der er tale om kristen propaganda, og sproget er noget præget af angelsaksisk, så teksten kan skrive sig fra en tosproglig missionær. 

## Datering
Kulistenen har været dateret til 1034 eftersom man har ment at oprindelig placering var tilstødende til en gangbro i mosen nord for stinen, som blev udgravet i 1984. Denne blev dateret ved hjælp af dendrokronologi, som senere har gennemgået kalibreringen af dateringer udført i 1980'erne, og dateringen af træværket sættes nu til 1003. Dette taler dog imod at stenen og gangbroen skulle have været opført samtidig.
Fridtjov Birkeli mente at Kulistenen kunne være fra 900-tallet. Han henviser til Aslak Liestøl som har dateret den til begyndelsen af 1000-tallet, men som senere udtalte at det ikke er noget i vejen for at den kunne være fra 900-tallet.
Forskerne har fremsat tre hypoteser til dateringen og grunden til at stenen er blevet rejst:
- Den knyttes til Håkon den godes kristningsforsøg til omkring 950-955, og stenen blev rejst senere i forbindelse med dette.
- Den knyttes til Olav Tryggvasons kristningsforsøg og til tinget på Drageidet på Sunnmøre i 996 eller 997. I henhold til Snorre Sturlason skal folket på tinget have accepteret kristendommen, og dette er første gang Snorre bevidner at en del af Norge blev kristnet. I så fald er det muligt at Kulistenen blev rejst en gang mellem 1005–1010.
- Den knyttes til Olav Haraldsson, den senere Olav den hellige, kristningsforsøg og til tinget på øen Moster i Sunnhordland til en gang i 1020-tallet, muligvis til 1024. I henhold til Snorre skal hele kristningen av Norge ha blitt «fullført» ved dette tidspunktet. Hvis dette er tilfældet blev Kulistenen rejst på midten af 1030-tallet..